# Treasure Island (Florida)
Treasure Island és una població dels Estats Units a l'estat de Florida. Segons el cens del 2004 tenia 7.521 habitants.

## Demografia
Segons el cens del 2000, Treasure Island tenia 7.450 habitants, 4.128 habitatges, i 2.059 famílies. La densitat de població era de 1.809,1 habitants/km².
Dels 4.128 habitatges en un 10% hi vivien nens de menys de 18 anys, en un 43,8% hi vivien parelles casades, en un 4,2% dones solteres, i en un 50,1% no eren unitats familiars. En el 41,5% dels habitatges hi vivien persones soles el 14,3% de les quals corresponia a persones de 65 anys o més que vivien soles. El nombre mitjà de persones vivint en cada habitatge era d'1,8 i el nombre mitjà de persones que vivien en cada família era de 2,38.
Per edats la població es repartia de la següent manera: un 9,2% tenia menys de 18 anys, un 2,7% entre 18 i 24, un 23,4% entre 25 i 44, un 38,5% de 45 a 60 i un 26,3% 65 anys o més.
L'edat mediana era de 52 anys. Per cada 100 dones de 18 o més anys hi havia 95 homes.
La renda mediana per habitatge era de 42.150 $ i la renda mediana per família de 64.158 $. Els homes tenien una renda mediana de 38.903 $ mentre que les dones 32.586 $. La renda per capita de la població era de 34.965 $. Entorn del 3,9% de les famílies i el 5,6% de la població estaven per davall del llindar de pobresa.

## Poblacions més properes
El següent diagrama mostra les poblacions més properes.